# بخش لو پوی-آن-وله
بخش لو پوی-آن-وله (به فرانسوی: Arrondissement du Puy-en-Velay) یک بخش در فرانسه است که در اوت-لوآر واقع شده‌است.